# Zamek Weesenstein
Zamek Weesenstein – zabytkowy zamek w Saksonii (Niemcy).
Zamek został wzniesiony tutaj około 1200 roku, w celu obrony granicy z Królestwem Czech. Po raz pierwszy został wymieniony w źródłach pisanych w 1318 roku. Najstarszą częścią zamku jest jego centralna okrągła wieża wzniesiona około 1300 roku. W 1318 zamek należał do burgrabiego cesarskiego von Dohna. Za zasługi w wypędzeniu burgrabiów von Dohna zamek od margrabiego Wilhelma I Jednookiego otrzymał Günther I von Bünau (zm. 1428). Następnie przez prawie trzysta lat (od 1406 do 1772) jego właścicielami była rodzina von Bünau. W XV i XVI w. ród z zamku Weesenstein był jednym z najbardziej wpływowych i zamożnych rodów szlacheckich w Saksonii. 
Rodzina Bünau przekształciła obronny zamek w rezydencję w latach 1526–1575, a kolejne pokolenia stopniowo go rozbudowywały. Nadal był główną siedzibą rodziny przez około 350 lat. W wyniku wojny siedmioletniej z lat 1756–1763 rodzina straciła znaczną część majątku i musiała rozstać się z zamkiem, który przeszedł w ręce rodziny von Uckermann, która była właścicielem zamku przez dwa pokolenia. 
W 1830 roku zamek został zakupiony przez króla Antoniego. W zamku mieszkało później kilku członków saskiej rodziny królewskiej, w tym trzech królów: Antoni (1755-1836), Jan (1801-1873) i Jerzy (1832-1904).

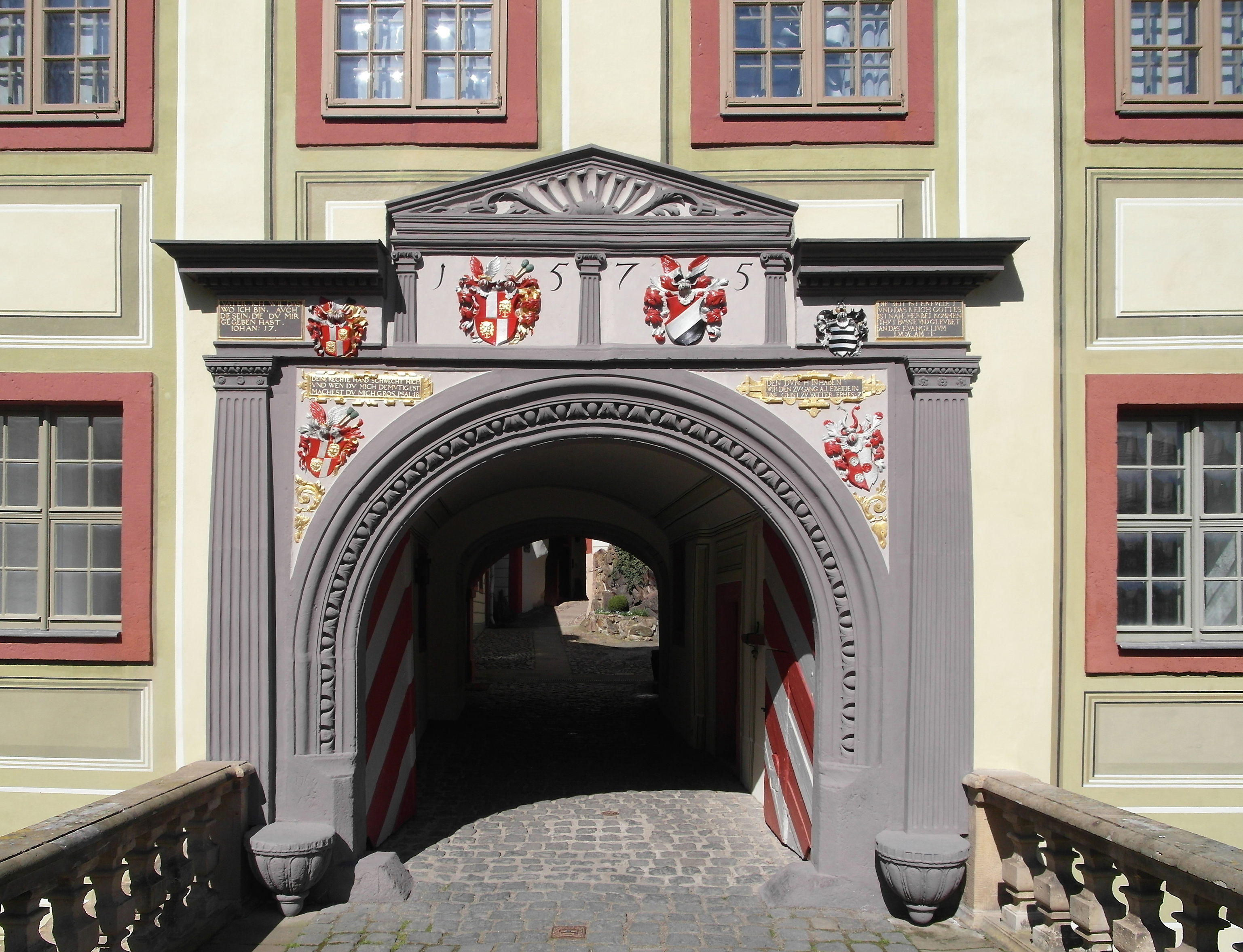
Portal z herbami von Bünau i datą 1575
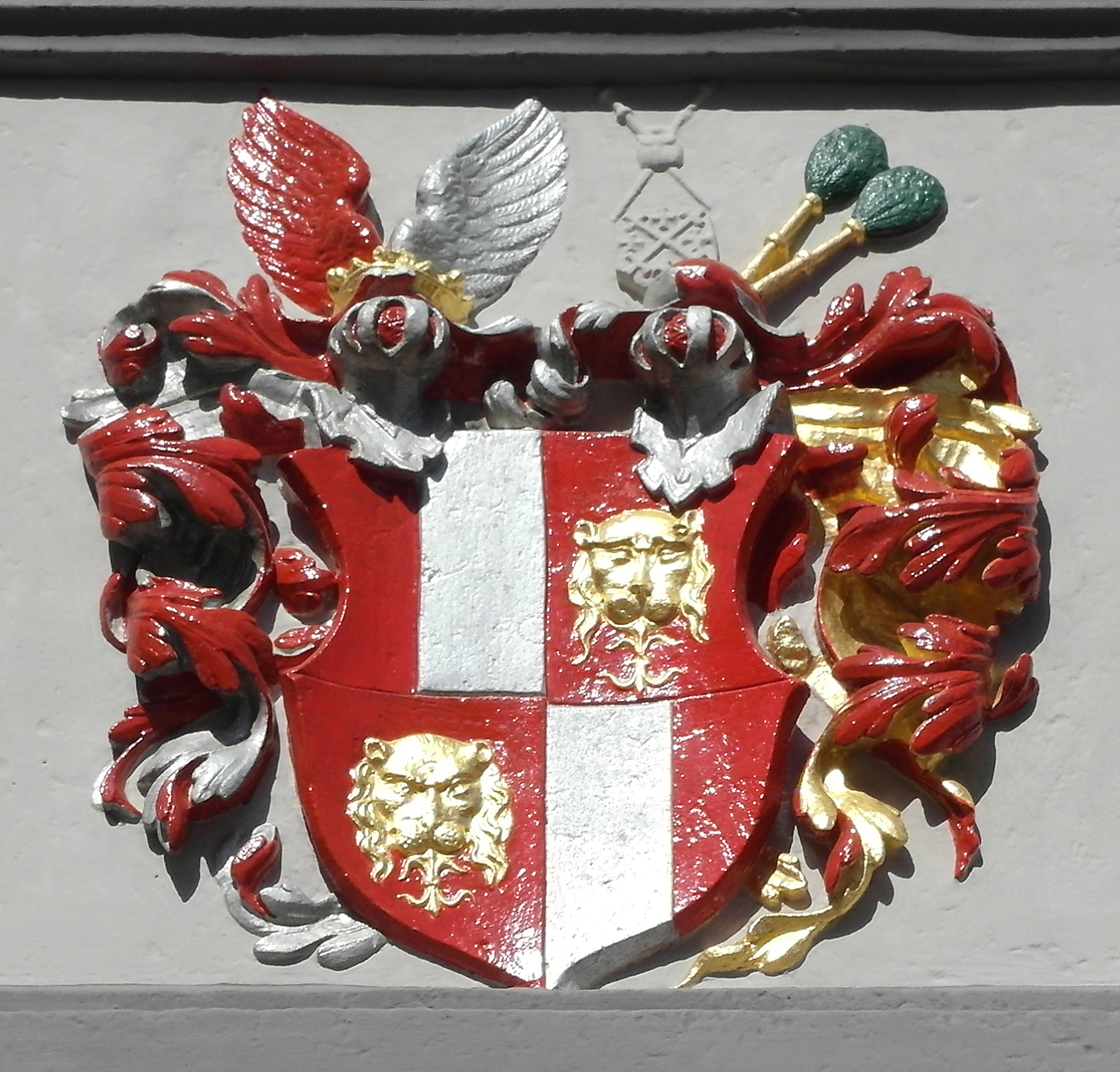
Herb Rudolfa II Bünau (1465-1543)
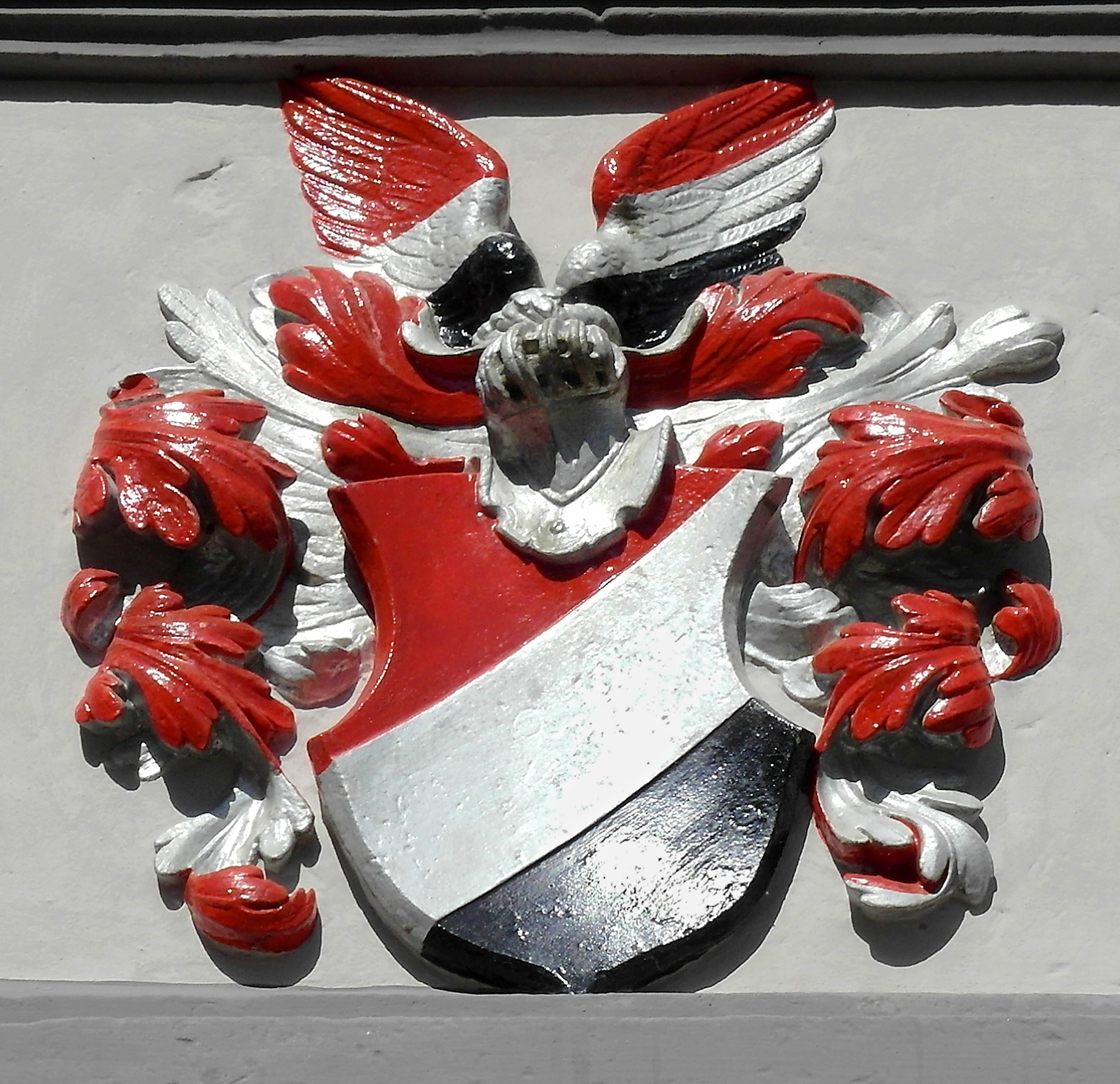
Herb Elisabeth von Starschedel
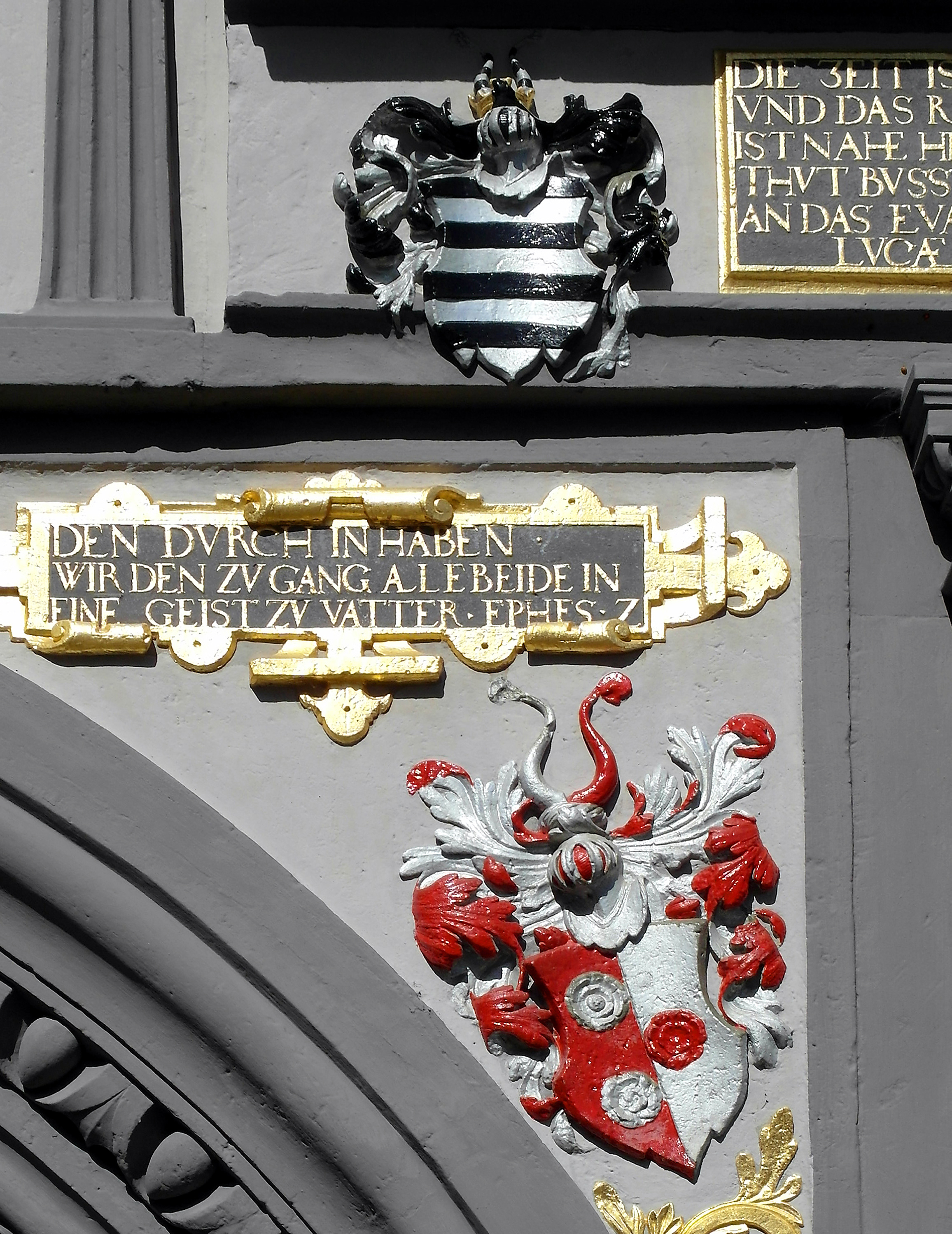
Herby M. Miltitz (g), Christiane Schleinitz (d)
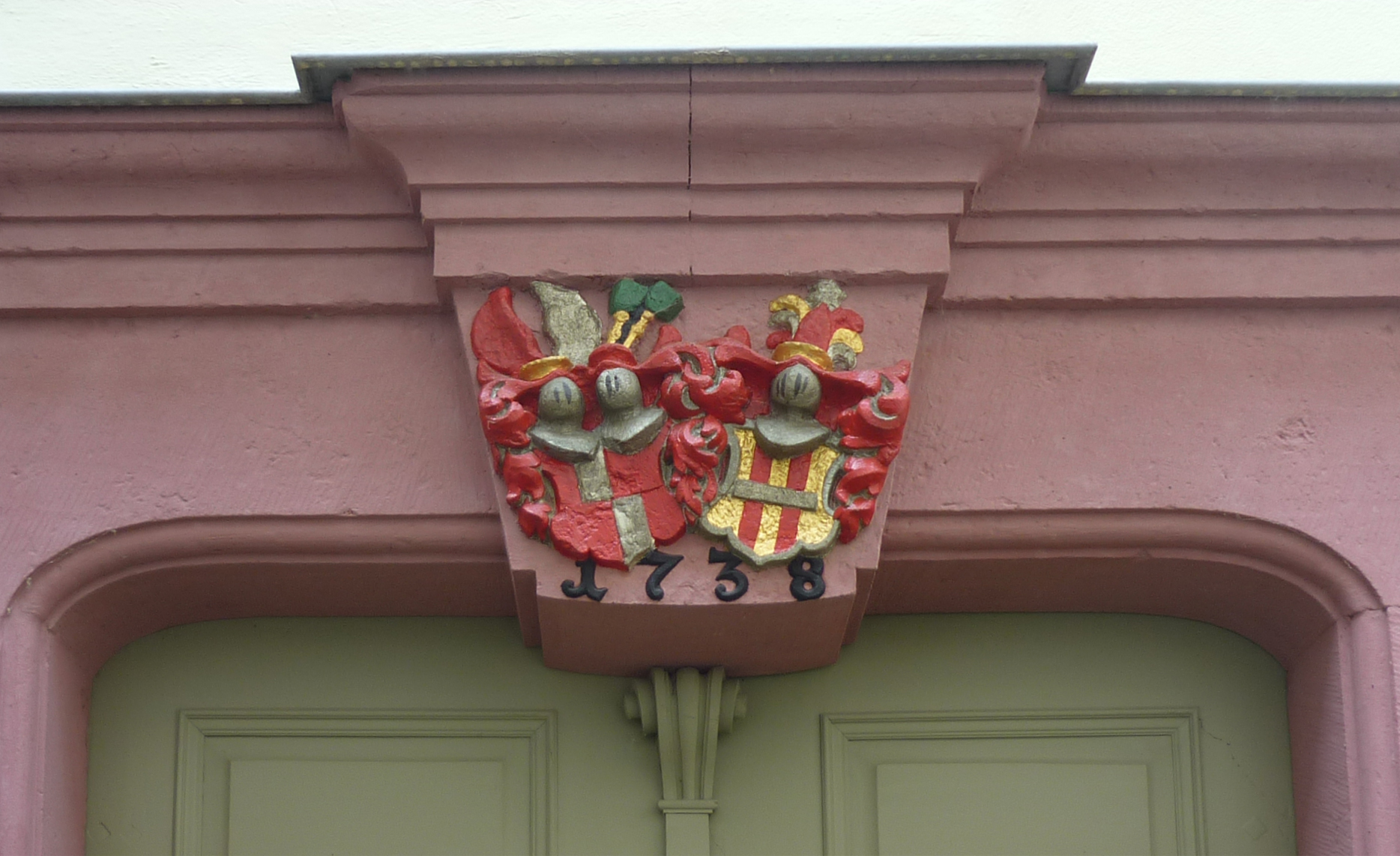
Portal z datą 1738 i herb. Vitzthum (P)